# Listă de poeți români
Această listă cuprinde poeți notabili care au scris în limba română, remarcați de critica de specialitate. Lista este ordonată alfabetic.

## A
- Constantin Abăluță (n. 1938)
- George Achim (n. 1960)
- Haig Acterian (n. 1904, d. 1943)
- Felix Aderca (n. 1891, d. 1962)
- George Alboiu (n. 1944)
- Florența Albu (n. 1934, d. 2000)
- Mircea Albulescu (n. 1934)
- Vasile Alecsandri (n. 1821, d. 1890)
- Grigore Alexandrescu (n. 1810, d. 1885)
- Ioan Alexandru (n. 1941, d. 2000)
- Nicu Alifantis (n. 1954)
- George Almosnino (n. 1936, d. 1994)
- Valeriu Anania (n. 1921, d. 2011)
- Alexandru Andrieș (n. 1954)
- Alexandru Andrițoiu (n. 1880, d. 1967)
- Dimitrie Anghel (n. 1872, d. 1914)
- Ion Anton (n. 1950)
- Tudor Arghezi (n. 1880, d. 1967)
- George Arion (n. 1946)
- Gheorghe Asachi (n. 1788, d. 1869)
- George Astaloș (n. 1933)

## B
- Ștefan Baciu (n. 1918, d. 1993)
- Angela Baciu-Moise (n. 1970)
- A. E. Baconsky (n. 1925, d. 1977)
- George Bacovia (n. 1881, d. 1957)
- Vasile Baghiu (n. 1965)
- Orlando Balaș (n. 1971)
- Cezar Baltag  (n. 1939, d. 1997)
- Camil Baltazar (n. 1902, d. 1977)
- Maria Banuș (n. 1914, d. 1999)
- Aurel Baranga (n. 1913, d. 1979)
- Ion Barbu (n. 1885, d. 1961)
- Linda Maria Baros (n. 1981)
- Ștefan Baștovoi (n. 1976)
- Nicolae Băciuț (n. 1956)
- George Băjenaru (n. 1938)
- Cristian Petru Bălan (n. 1936)
- Daniel Bănulescu (n. 1960)
- Victor Bârlădeanu (n. 1928, d. 2007
- Vlaicu Bârna (n. 1913, d. 1999)
- Nicolae Beldiceanu (n. 1844, d. 1896)
- Mihail Beniuc (n. 1907, d. 1988)
- Lucian Blaga (n. 1895, d. 1961)
- Ana Blandiana (n. 1942)
- Geo Bogza (n. 1908, d. 1993)
- Iulian Boldea (n. 1963)
- Cezar Bolliac (n. 1813, d. 1881)
- Dimitrie Bolintineanu (n. 1825, d. 1872)
- Alexandru Bogdan-Pitești
- Emil Botta (n. 1891, d. 1977)
- Demostene Botez (n. 1893, d. 1973)
- Pavel Boțu (n. 1933, d. 1987)
- Barbu Brezianu (n. 1909, d. 2008)
- Emil Brumaru (n. 1938, d. 2019)
- Ioan Budai-Deleanu (n. 1760, d. 1820)
- Leo Butnaru (n. 1949)
- Dumitru Buzatu (n. 1959)
- Constanța Buzea (n. 1941, d. 2012)
- Valentin Busuioc (n. 1965)
- Maria Baciu (n. 1942)
- Emanoil Bucuța  (n. 1887, d. 1946)
- Dan Botta (n. 1907, d. 1958)

## C
- Ion Caraion (n. 1923, d. 1986)
- Nicolae Caratană (n. 1914, d. 1992)
- Virgil Carianopol (n. 1908, d. 1984)
- Nina Cassian (n. 1924)
- Ionuț Caragea (n. 1975)
- Mircea Cărtărescu (n. 1956)
- Vasile Cârlova (n. 1809, d. 1831)
- Magda Cârneci (n. 1955)
- Svetlana Cârstean (n. 1969)
- Vasile Chira (n. 1962)
- Rita Chirian (n. 1982)
- Gheorghe Chivu (n. 1912, d. 1986)
- Aura Christi (n. 1967)
- Mircea Ciobanu (n. 1940, d. 1996)
- Eugen Cioclea (n. 1949)
- Nicolae Coande (n. 1962)
- Anatol Codru (n. 1936, d. 2010)
- Marius Conkan (n. 1988)
- Ben Corlaciu (n. 1924, d. 1981)
- Pavel Coruț (n. 1949)
- Florin Costinescu (n. 1938)
- George Coșbuc (n. 1866, d. 1918)
- Dan Coman (n. 1975)
- Marian Constandache (n. 1954)
- Ilie Constantin (n. 1939)
- Daniel Corbu (n. 1953)
- Aron Cotruș (n. 1891, d. 1962)
- Nichifor Crainic (n. 1889, d. 1972)
- Daniela Crăsnaru (n. 1950)
- Dumitru Crudu (n. 1968)
- Maria Cunțan (n. 1862, d. 1935)
- Adi Cusin (n. 1941, d. 2008)

## D
- Dan Damaschin (n.1951)
- Nichita Danilov (n. 1952)
- Traian Demetrescu (n. 1866, d. 1896)
- Dan Deșliu (n. 1927, d. 1992)
- Liuba Dimitriu (n. 1901, d. 1930)
- Leonid Dimov (n. 1926, d. 1987)
- Mircea Dinescu (n. 1950)
- Ștefan Augustin Doinaș (n. 1922, d. 2002)
- Gellu Dorian (n. 1953)
- Traian Dorz (n. 1914,  d. 1989)
- Constantin Dracsin (n. 1940, d. 1999)
- Rodica Draghincescu (n. 1962)
- Mircea Drăgănescu (n. 1950)
- Domnica Drumea (n. 1979)
- Geo Dumitrescu (n. 1920, d. 2004)
- Domnica Drumea (n. 1979)
- George Drumur (n. 1911, d. 1992)
- Anghel Dumbrăveanu (n. 1933)
- Aurel Dumitrașcu (n. 1955, d. 1990)
- Teodor Dună (n. 1981)

## E
- Augustin Eden (n. 1954)
- Victor Eftimiu (n. 1889, d. 1972)
- Mihai Eminescu (n. 1850, d. 1889)
- Artur Enășescu (n. 1889, d. 1942)
- Eugen Evu (n. 1944)

## F
- Victor Felea (n. 1923, d. 1993)
- Dinu Flămând (n. 1947)
- Ioan Flora (n. 1950, d. 2005)
- Șerban Foarță (n. 1942)
- Eugen Frunză (n. 1917, d. 2002)
- Barbu Fundoianu (n. 1898, d. 1944)

## G
- Emilian Galaicu-Păun (n. 1964)
- Mihail Gălățanu (n. 1963)
- Dumitru Găleșanu (n. 1955)
- Horia Gârbea (n. 1962)
- Ion Gheorghe (n. 1935)
- Virgil Gheorghiu (n. 1903, d. 1977)
- Bogdan Ghiu (n. 1958)
- Octavian Goga (n. 1881, d. 1938)
- George Grigore (n. 1958)
- Gheorghe Grigurcu (n. 1936)
- Mugur Grosu (n. 1973)
- Aurel Gurghianu (n. 1924, d. 1987)
- Radu Dumitrescu-Gyr (n. 1905, d. 1975)

## I
- Marius Ianuș (n. 1975)
- Dumitru Ignat (n. 1942)
- Mihai Ignat (n. 1967)
- Carolina Ilica (n. 1951)
- Gabriela Ilisie
- Nicolae Ioana (n. 1939, d. 2000)
- Ștefan Octavian Iosif (n. 1875, d. 1913)
- Gheorghe Iova (n. 1950, d. 2019)
- Magda Isanos (n. 1916, d. 1944)
- Isidore Isou (n. 1925, d. 2007)
- Nora Iuga (n. 1931)
- Cezar Ivănescu (n. 1941, d. 2008)
- Mircea Ivănescu (n. 1931, d. 2011)

## J
- Eugen Jebeleanu (n. 1911, d. 1991)

## L
- Nicolae Labiș (n. 1935, d. 1956)
- Simona Nicoleta Lazăr (n. 1968)
- Leonida Lari (n. 1948)
- Gherasim Luca (n. 1913, d. 1994)
- Ion Lotreanu (n. 1940, d. 1985)

## M
- Alexandru Macedonski (n. 1854, d. 1920)
- Adrian Maniu (n. 1891, d. 1968)
- Ion Maria (n. 1961)
- Mariana Marin(n. 1956, d. 2003)
- Angela Marinescu (n. 1941)
- Dumitru Matcovschi (n. 1939, d. 2013)
- Valeriu Matei (n. 1959)
- Alexei Mateevici (n. 1888, d. 1917)
- Virgil Mazilescu (n. 1942, d. 1984)
- Ileana Mălăncioiu (n. 1940)
- Gabriela Melinescu (n. 1942)
- Veronica Micle (n. 1850, d. 1889)
- Vasile Militaru (n. 1885, d. 1959)
- Paul Miclău (n. 1931, d. 2011)
- Ion Minulescu (n. 1881, d. 1944)
- Ion Mircea (n. 1947)
- Stelorian Moroșanu (n. 1960)
- Ion Mureșan (n. 1955)
- Andrei Mureșanu (n. 1816, d. 1863)
- Alexandru Mușina (n. 1954, d. 2013)

## N
- Gellu Naum (n. 1915, d. 2001)
- Nicolae Neagu (n. 1931, d. 2009)
- Emil Nicolae (n. 1947)
- Ioana Nicolaie (n. 1974)
- O. Nimigean (n. 1962)
- Constantin Nisipeanu (n. 1907, d. 1999)
- Ioan Nistor (n. 1948)

## O
- Maria-Eugenia Olaru (n. 1957)
- Dinu Olărașu (n. 1962)
- Marius Oprea (n. 1964)
- Constantin Oprișan (n. 1921, d. 1959)

## P
- Sașa Pană (n. 1902, d. 1981)
- Anton Pann  (n. aprox. 1796-1798, d. 1854)
- Miron Radu Paraschivescu (n. 1911, d. 1971)
- Sesto Pals (n. 1913, d. 2002)
- Dora Pavel (n. 1946)
- Paul Păun (n. 1915, d. 1994)
- Adrian Păunescu (n. 1943, d. 2010)
- George Petcu (n. 1917, d. 1939)
- Marta Petreu (n. 1955)
- Dușan Petrovici (n. 1938)
- Ion Pillat (n. 1891, d. 1945)
- Ioan Pintea (n. 1961)
- Teodor Pîcă (n. 1928, d. 1978)
- Vasile Poenaru (n. 1955)
- Augustin Pop (n. 1952, d. 1998)
- Ioan Es. Pop (n. 1958)
- Marius Popa
- Adrian Popescu (n. 1947)
- Cristian Popescu (n. 1959, d. 1995)
- Dumitru Popescu (n. 1928, d. 2024)
- Elena Liliana Popescu (n. 1948)
- Simona Popescu (n. 1965)
- Nicolae Prelipceanu (n. 1942)
- Ofelia Prodan (n. 1976)

## R
- Ștefan Radof (n. 1934, d. 2012)
- Ion Heliade Rădulescu (n. 1802, d. 1872)
- Aurel Rău (n. 1930)
- Stephan Roll (n. 1903, d. 1974)
- Ancelin Roseti (n. 1967, d. 2022)
- Gavril Rotică (n. 1881, d. 1952)
- Ioanid Romanescu (n. 1937, d. 1996)
- Nicolae Rotaru (n. 1950)

## Q
- Tana Qvil (n. 1894, d. 1976)

## S
- Nicolae Sava (n. 1950)
- Christian W. Schenk (n. 1951)
- Grigore Sălceanu (n. 1901, d. 1980)
- Vasile Smărăndescu (n. 1932, d. 2008)
- Dan Sociu (n. 1978)
- Marin Sorescu (n. 1936, d. 1997)
- Octavian Soviany (n. 1954)
- Radu Stanca (n. 1930, d. 1962)
- Nichita Stănescu (n. 1933, d. 1983)
- Dimitrie Stelaru (n. 1917, d. 1971)
- Valeriu Sterian (n. 1952, d. 2000)
- Petre Stoica (n. 1931, d. 2009)
- Ion Stratan (n. 1955, d. 2005)
- Adrian Suciu (n. 1970)
- Carmen Sylva (n. 1843, d. 1916)
- Costel Stancu (n. 1970)

## Ș
- Mircea Florin Șandru (n. 1949)
- Robert Șerban (n. 1970)
- Elena Ștefoi (n. 1954)

## T
- Cristina Tacoi (n. 1933, d. 2010)
- Grete Tartler (n. 1948)
- Virgil Teodorescu (n. 1909, d. 1987)
- Victor Teleucă (n. 1932, d. 2002)
- Alexandru Toma (n. 1875, d. 1954)
- Constant Tonegaru (n. 1919, d. 1952)
- George Topîrceanu (n. 1886, d. 1937)
- Dolfi Trost (n. 1916, d. 1966)
- Daniel Turcea (n. 1945, d. 1979)
- Tristan Tzara (n. 1896, d. 1963)
- Sandu Tudor (n. 1896, d. 1962)
- Păstorel Teodoreanu (n. 1894, d. 1964)

## Ț
- Eugenia Țarălungă (n. 1967)
- Dumitru Țiganiuc (n. 1941)
- George Țărnea (n. 1945, d. 2003)

## U
- Urmuz (n. 1883, d. 1923)
- Mihai Ursachi (n. 1941, d. 2004)
- Igor Ursenco (n. 1971)
- Tiberiu Utan (n. 1930, d. 1994)

## V
- Corneliu Vadim Tudor (n. 1949, d. 2015)
- Ion Vatamanu (n. 1937, d. 1993)
- Elena Văcărescu (n. 1864, d. 1947)
- Ienăchiță Văcărescu (n. 1740, d. 1797)
- Ion Vădan (n. 1949)
- Grigore Vieru (n. 1935, d. 2009)
- Iulian Vesper (n. 1908, d. 1986)
- Ioan Vieru (n. 1962)
- Ion Vinea (n. 1895, d. 1964)
- Matei Vișniec (n. 1956)
- Ion Vitner (n. 1914, d. 1991)
- Vasile Vlad (n. 1941)
- Călin Vlasie (n. 1953)
- Gelu Vlașin (n. 1966)
- Elena Vlădăreanu (n. 1981)
- Vasile Voiculescu (n. 1884, d. 1963)
- Ilarie Voronca (n. 1902, d. 1946)

## Z
- Aurel Zaremba (n. 1908, d. 1930)
- Aurel Zegreanu (n. 1905, d. 1979)
- Iustinian Zegreanu (n 1970)
- Octavian Zegreanu (n. 1938, d. 2004)
- Zilot Românul (n. 1787, d. 1853)